# Canvas 〜キャンバス〜
『Canvas 〜キャンバス〜』は、RCCラジオ（中国放送）で、2014年4月4日から2020年3月20日まで放送していたラジオのトーク番組。

## 概要
「広島のクリエーターが自由に描くアナーキーな生放送」をコンセプトに、広島で活躍する、さまざまなジャンルのクリエーターが、週替わりでパーソナリティを務め、「仕事、趣味、これまでの生き様、好きな音楽」などのトークを繰り広げ、まさに、「クリエーターが白いキャンバスに絵を描くようにお送りする」番組であった。
2017年10月より、毎月第4週は『月刊 田中宏』となったが、同番組が2018年4月より枠移動となり、毎月第4週は『CANVAS Traveling edition』（ナビゲーター：福岡奈織）となる。2019年4月からの毎月第4週は『かが屋の鶴の間』を2時間生放送開始するため『CANVAS Traveling edition』は毎月第3週に移動。
当番組終了後は、22時～23時半まで福山雅治と荘口彰久の「地底人」ラジオをネット。23時半～24時までは、かが屋の鶴の間が週1放送に拡大して放送。

## 放送時間
- 毎週金曜 22:00-24:00

## 出演者
- パーソナリティ：広島県内で活躍するクリエーター（週替わり）
- アシスタント：岩竹香織
- 代理アシスタント：福岡奈織

## スタッフ
- ディレクター：石塚充